# Ligne de Kisszénás à Kondoros
La ligne de Kisszénás à Kondoros ou ligne 126 est une ligne de chemin de fer de Hongrie. Elle relie Kisszénás à Kondoros.